# Simpson-módszer

A Simpson módszer lényegében az f (x) (kék) függvényt a P (x) (piros) függvénynyel közelíti.

A numerikus analízisben a Simpson-módszer egy numerikus integrálási módszer, amellyel a határozott integrál numerikus értékét közelítjük meg, mégpedig a következő képlettel:
{\displaystyle \int _{a}^{b}f(x)\,dx\approx {\frac {b-a}{6}}\left[f(a)+4f\left({\frac {a+b}{2}}\right)+f(b)\right]}.
A módszer Thomas Simpson (1710–1761) angol matematikus munkája.

## Levezetés
A Simpson-módszert többféleképpen is levezethetjük.

### Középpont és trapéz szabály
Lényegében az
{\displaystyle \int _{a}^{b}f(x)\,dx:}
az f (x) függvény x tengellyel bezárt területét jelenti. Ezt a területet megközelíthetjük kétféleképpen, mégpedig a középpont-szabállyal:
{\displaystyle M=(b-a)f\left({\frac {a+b}{2}}\right)}
és a trapéz-szabállyal:
{\displaystyle T={\tfrac {1}{2}}(b-a)(f(a)+f(b)).}
A közelítés úgy lesz a legpontosabb, ha a következő súlyozott közepet vesszük:
{\displaystyle {\frac {2M+T}{3}}.}
S ha elvégezzük a szükséges számításokat, akkor megkapjuk a Simpson szabályt.

## Algoritmus
A függvény, amit integrálni szeretnénk: {\displaystyle f(x)=e^{x}}, a {\displaystyle [0,5]} intervallumon, 10-es felosztással.
```
import
 
math

def
 
Fx
(
x
):

    
return
 
math
.
exp
(
x
)

def
 
SimpsonIntegralas
(
a
,
b
,
n
):

    
h
=
(
b
-
a
)
/
n

    
x
=
a
+
h

    
s
=
0.0

    
for
 
i
 
in
 
range
 
(
1
,
 
n
/
2
,
 
1
):

        
s
=
s
+
2
*
Fx
(
x
)
+
Fx
(
x
+
h
)

        
x
=
x
+
2
*
h

    
return
 
h
/
3
*
(
2
*
s
+
Fx
(
a
)
+
Fx
(
b
)
+
4
*
Fx
(
b
-
h
))

print
 
'Simpsonintegral:'
,
 
SimpsonIntegralas
(
0.0
,
5.0
,
10
)

```

Az algoritmus a 147.4628 értéket adja vissza, míg a pontos érték a: 147.4131

## 3/8 Simpson-módszer
Ez a módszer egy pontosabb numerikus integrálási módszer, amelyet szintén Thomas Simpson javasolt. Itt a következőképpen közelítjük meg az integrált:
{\displaystyle \int _{a}^{b}f(x)\,dx\approx {\frac {3h}{8}}\left[f(a)+3f\left({\frac {2a+b}{3}}\right)+3f\left({\frac {a+2b}{3}}\right)+f(b)\right]={\frac {(b-a)}{8}}\left[f(a)+3f\left({\frac {2a+b}{3}}\right)+3f\left({\frac {a+2b}{3}}\right)+f(b)\right].}
Ez a módszer körülbelül kétszer olyan pontos, mint a hagyományos, de felhasznál még egy függvényértéket.